# Alájar

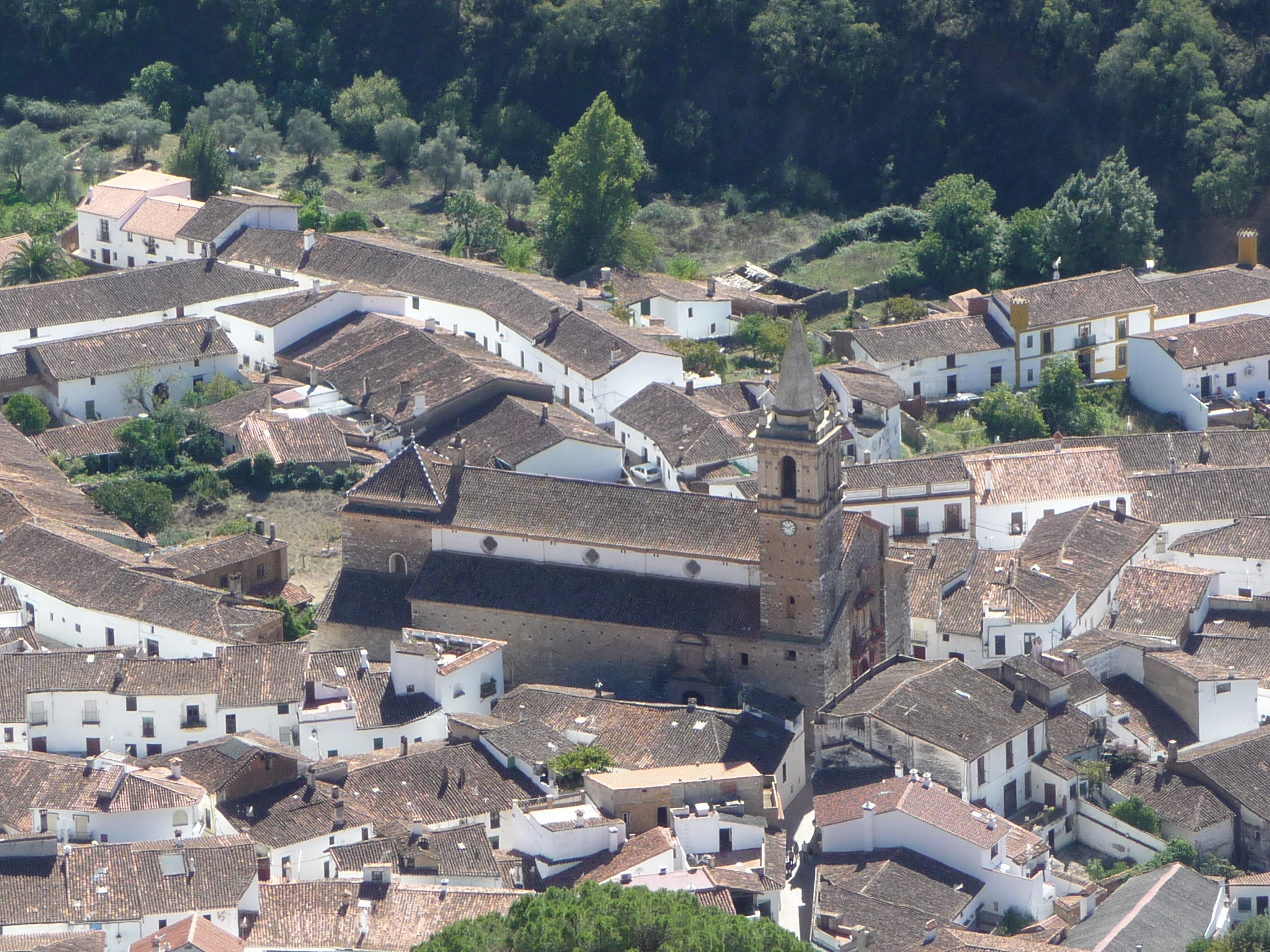
Alájar

Alájar is een gemeente in de Spaanse provincie Huelva in de regio Andalusië met een oppervlakte van 42 km². In 2007 telde Alájar 811 inwoners.